# Sascha Burchert
Sascha Burchert (ur. 30 października 1989 w Berlinie) – niemiecki piłkarz występujący na pozycji bramkarza w niemieckim klubie SpVgg Greuther Fürth. Wychowanek Wartenberger SV, w trakcie swojej kariery grał także w takich zespołach, jak Hertha BSC oraz Vålerenga. Młodzieżowy reprezentant Niemiec.